# Sérvio Cornélio Maluginense
Sérvio Cornélio Maluginense (em latim: Servius Cornelius Maluginensis) foi um político da gente Cornélia nos primeiros anos da República Romana eleito cônsul em 485 a.C. juntamente com Quinto Fábio Vibulano. Era filho de "Públio Cornélio" e pai de Lúcio Cornélio Maluginense Uritino, cônsul em 459 a.C..

## Consulado

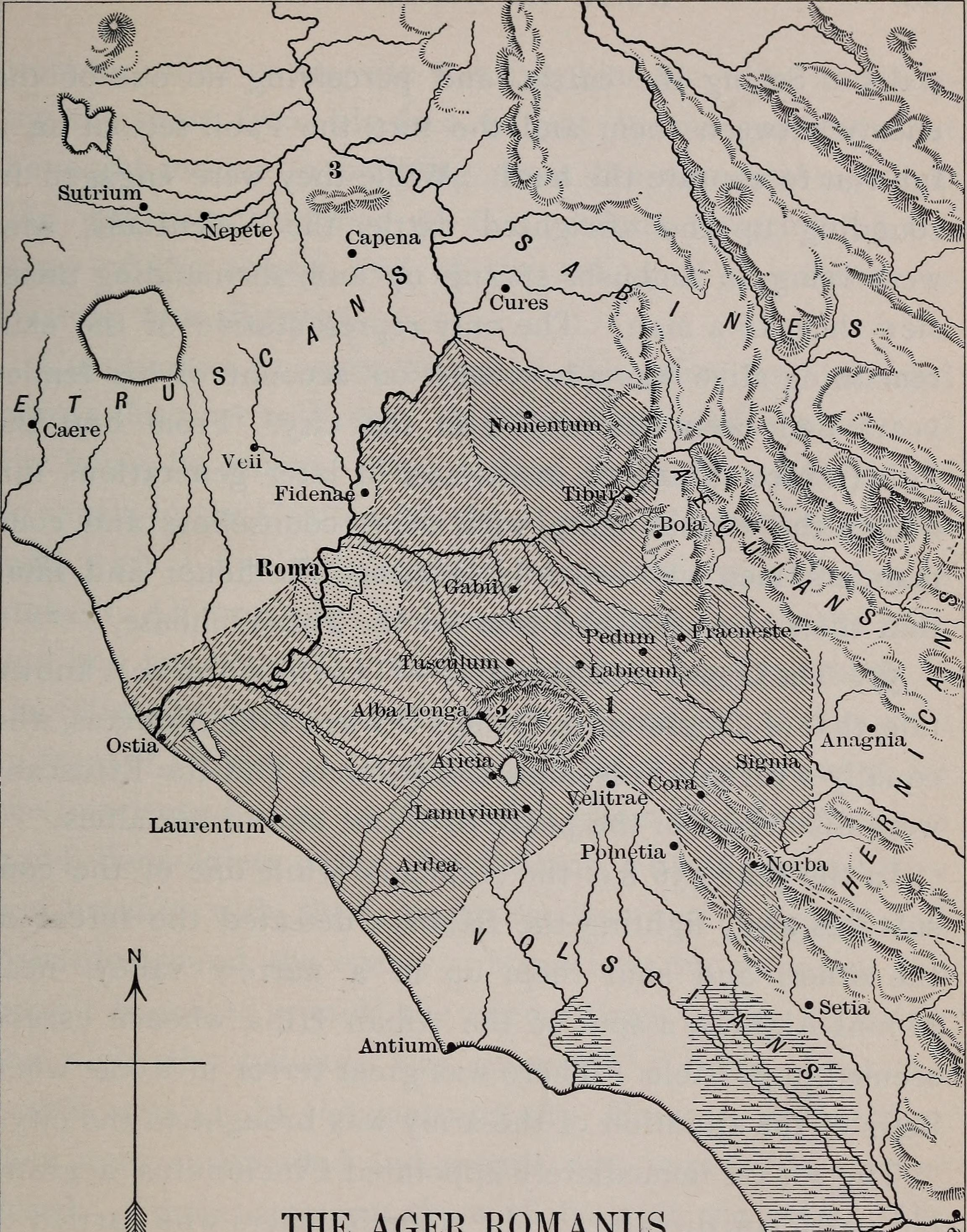
Vizinhança de Roma na época de Vibulano.

Durante o seu mandato, Espúrio Cássio Vecelino, o cônsul que, no ano anterior, havia proposto distribuir parte das terras públicas contra o desejo dos patrícios, foi condenado e executado. Mas a morte de Viscelino não arrefeceu o desejo popular de uma solução para a questão agrária.
Os dois cônsules, temendo a irrupção de uma revolta, aproveitaram-se dos raides e invasões das cidades vizinhas ao território romano para propor um alistamento, que desviou a atenção da plebe da questão agrária. Sérvio Cornélio liderou os romanos contra os veios enquanto Quinto Fábio lutou contra os volscos e os équos.
Depois de saquear o território dos veios, Sérvio Cornélio firmou um tratado de paz e estipulou uma trégua de um ano.